# Allmen
Allmen är en kulle i Schweiz.   Den ligger i distriktet Bezirk Hinwil och kantonen Zürich, i den nordöstra delen av landet. Toppen på Allmen är 1 080 meter över havet.
Terrängen runt Allmen är huvudsakligen kuperad, men åt sydväst är den platt. Den högsta punkten i närheten är 1 239 meter över havet, 4,1 km öster om Allmen.
Omgivningarna runt Allmen är en mosaik av jordbruksmark och naturlig växtlighet.